# 부슈나카가와역
부슈나카가와역(일본어: 武州中川駅, ぶしゅうなかがわえき)은 일본 사이타마현 지치부시에 있는 지치부 철도 지치부 본선의 역이다.

## 역 구조
섬식 승강장 1면 2선의 지상역으로 업무 위탁역이다(관리역: 지치부 역).
역무원 근무 시간은 평일의 월,수,목요일은 7:50 ~ 16:50, 평일의 화,금요일은 종일 무인, 주말은 8:30 ~ 17:00이다. 화장실은 개찰 외에 있는 수세식이다.

### 승강장
| 1 | ■ 지치부 선 | 지치부・나가토로・요리이・구마가야・교다시・하뉴・ ■ 지치부 선 직통 한노・도코로자와・이케부쿠로 방면 |
| 2 | ■ 지치부 선 | 미쓰미네구치 방면                                                                                     |

## 역 주변
- 아라카와강
- 국도 제140호선
- 지치부 시 관공서 아라카와 종합 지소(옛, 아라카와 면사무소)
- 지치부 시립 아라카와 히가시 초등학교
- 가미다노 우체국

## 역사
- 1930년 3월 15일: 영업 개시.

## 인접역
| 지치부 철도 ■ 지치부 본선 | 지치부 철도 ■ 지치부 본선 | 지치부 철도 ■ 지치부 본선  |
| ------------------------- | ------------------------- | -------------------------- |
| 우라야마구치 하뉴 방면    | 보통                      | 부슈히노 미쓰미네구치 방면 |